# 674 Rachele
A 674 Rachele egy a Naprendszer kisbolygói közül, amit Karl Wilhelm Lorenz fedezett fel 1908. október 28-án.